# Бурш
Бурш (фр. Bouresches) насеље је и општина у североисточној Француској у региону Пикардија, у департману Ен (Пикардија) која припада префектури Шато Тјери.
По подацима из 2011. године у општини је живело 202 становника, а густина насељености је износила 26,86 становника/km². Општина се простире на површини од 7,52 km². Налази се на средњој надморској висини од 123 метара (максималној 217 m, а минималној 105 m).

## Демографија
| 1962. | 1968. | 1975. | 1982. | 1990. | 1999. | 2011. |
| ----- | ----- | ----- | ----- | ----- | ----- | ----- |
| 200   | 205   | 172   | 180   | 166   | 183   | 202   |

График промене броја становника у току последњих година